# 22824 von Neumann
22824 von Neumann este o planetă minoră (asteroid) din centura de asteroizi. A fost descoperită pe 12 septembrie 1999 la Ondřejovská hvězdárna⁠(d) de Petr Pravec⁠(d) și a fost numită după John von Neumann. 
Obiectul prezintă o orbită caracterizată de o semiaxă mare de 2,3327504 UAi, o excentricitate de 0,16, o înclinație de 4,67559 ° în raport cu ecliptica.